# L'ombra del poder
L'ombra del poder (títol original en anglès, State of Play) és un thriller polític estrenat el 2009. És una adaptació de la sèrie homònima emesa per la BBC amb el 2003 com a data de la primera emissió. La trama de sis hores de la sèrie va ser reduïda a dos a la pel·lícula. Aquesta última la va dirigir el Kevin Macdonald i el guió va ser escrit per Matthew Michael Carnahan, Tony Gilroy, Peter Morgan i Billy Ray.
El film tracta sobre la investigació d'un periodista (Russell Crowe) sobre la sospitosa mort de l'amant d'un congressista (Ben Affleck). Els papers secundaris inclouen la Rachel McAdams, la Helen Mirren, el Jason Bateman, la Robin Wright Penn i el Jeff Daniels. El director va explicar que L'Ombra del Poder va rebre influències de les pel·lícules dels 70, que fa esmena al tòpic de la privatització de la seguretat interior estatunidenca i, en menor grau, a la independència dels periodistes, juntament amb la relació entre aquests i els polítics. Va ser estrenada a Nord-amèrica el 17 d'abril del 2009.

## Repartiment
- Russell Crowe: Cal McAffrey, veterà periodista al Washington Globe
- Ben Affleck: Stephen Collins, diputat
- Rachel McAdams: Della Frye, la jove companya de Cal
- Helen Mirren: Lynne Cameron, l'editora del Washington Globe
- Robin Wright Penn: Anne Collins, l'esposa de Stephen
- Jason Bateman: Dominic Foy, relacions públiques que parla
- Jeff Daniels: George Fergus, el diputat de Virgínia de l'Oest
- Michael Berresse: Robert Bingham, l'assassí
- Sarah Senyor: Mandi Brokow, els jove drogoaddicte
- Harry Lennix: detectiu Donald Bell
- Viola Davis: Dra Judith Franklin